# Gare de Saint-Jean-d'Angély
La gare de Saint-Jean-d'Angély est une gare ferroviaire française de la ligne de Chartres à Bordeaux-Saint-Jean, située sur le territoire de la commune de Saint-Jean-d'Angély, dans le département de la Charente-Maritime en région Nouvelle-Aquitaine.
C'est une gare voyageurs de la société nationale des chemins de fer français (SNCF), desservie par des autorails thermiques du réseau de transport express régional TER Nouvelle-Aquitaine.

## Situation ferroviaire
Établie à 31 mètres d'altitude, la gare de Saint-Jean-d'Angély est située au point kilométrique (PK) 463,051 de la ligne de Chartres à Bordeaux-Saint-Jean (voie unique) et non électrifiée, entre les gares ouvertes de Loulay et de Saint-Hilaire - Brizambourg. En direction de Loulay, s'intercale la gare de Saint-Denis-du-Pin fermée et en direction de Saint-Hilaire - Brizambourg, s'intercale la halte fermée du Moulin-de-la-Laigne et la gare fermée d'Asnières-la-Giraud.
Ancienne gare de bifurcation, elle était également l'origine au PK 0,000 de la ligne de Saint-Jean-d'Angély à Taillebourg.
Elle fut aussi jadis le terminus de 3 lignes d'intérêt local des chemins de fer départementaux : la ligne de Cognac à Saint-Jean-d'Angély, celle de Saint-Jean-d'Angély à Surgères et celle de Saint-Jean-d'Angély à Saint-Saviol - même si le PK 0 officiel est la gare de Saint-Julien-de-l'Escap.

## Travaux de rénovation de la ligne
Une base de travaux fut installée en gare de Saint-Jean-d'Angély coté voie de service au cours du printemps 2024, avec toutes les fournitures nécessaires. Matériaux pour ballast, tronçons de voie neuve, fournitures d'assemblage, aiguillages, train de travaux, engins et matériels de pose et de contrôles, pour la réhabilitation et la modernisation de la ligne, dont la fin des travaux était prévue au printemps 2025. 
SNCF Réseaux fait réaliser 77 Km de voie qui coûteront 115 M/ d'Euros . 
Des entreprises ont été choisies : T.S.O, Colas Rail, et NGE - pour l'exécution de ces travaux qui permettront aux rames de rouler à 100 km/h, et gagner du temps sur un voyage de bout en bout.

## Fréquentation
De 2015 à 2023, selon les estimations de la SNCF, la fréquentation annuelle de la gare s'élève aux nombres indiqués dans le tableau ci-dessous.
| Année     | 2015   | 2016   | 2017   | 2018   | 2019   | 2020   | 2021   | 2022   | 2023   |
| --------- | ------ | ------ | ------ | ------ | ------ | ------ | ------ | ------ | ------ |
| Voyageurs | 51 363 | 48 960 | 41 399 | 35 005 | 39 979 | 27 563 | 33 939 | 39 126 | 49 530 |

## Histoire
La ligne de Saint-Jean-d'Angély à Saintes fut ouverte à l'exploitation le 8 mai 1911 par l'État.

## Service des voyageurs

### Accueil
Gare SNCF, elle dispose d'un bâtiment voyageurs, avec guichet et salle d'attente, ouvert tous les jours.
Un passage à niveau piétons en gare, permet la traversée des 2 voies et l'accès au quai en face desservi par la voie d'évitement, qui sert aux croisements des rames.

### Desserte
Saint-Jean-d'Angély est desservie par des autorails diesel TER Nouvelle-Aquitaine qui circulent sur la relation Niort - Saintes ou Royan.

### Intermodalité
Un grand parking pour les véhicules est aménagé devant la gare.
Des autocars interurbains desservent la gare routière située sur le parking.

Installations de la gare
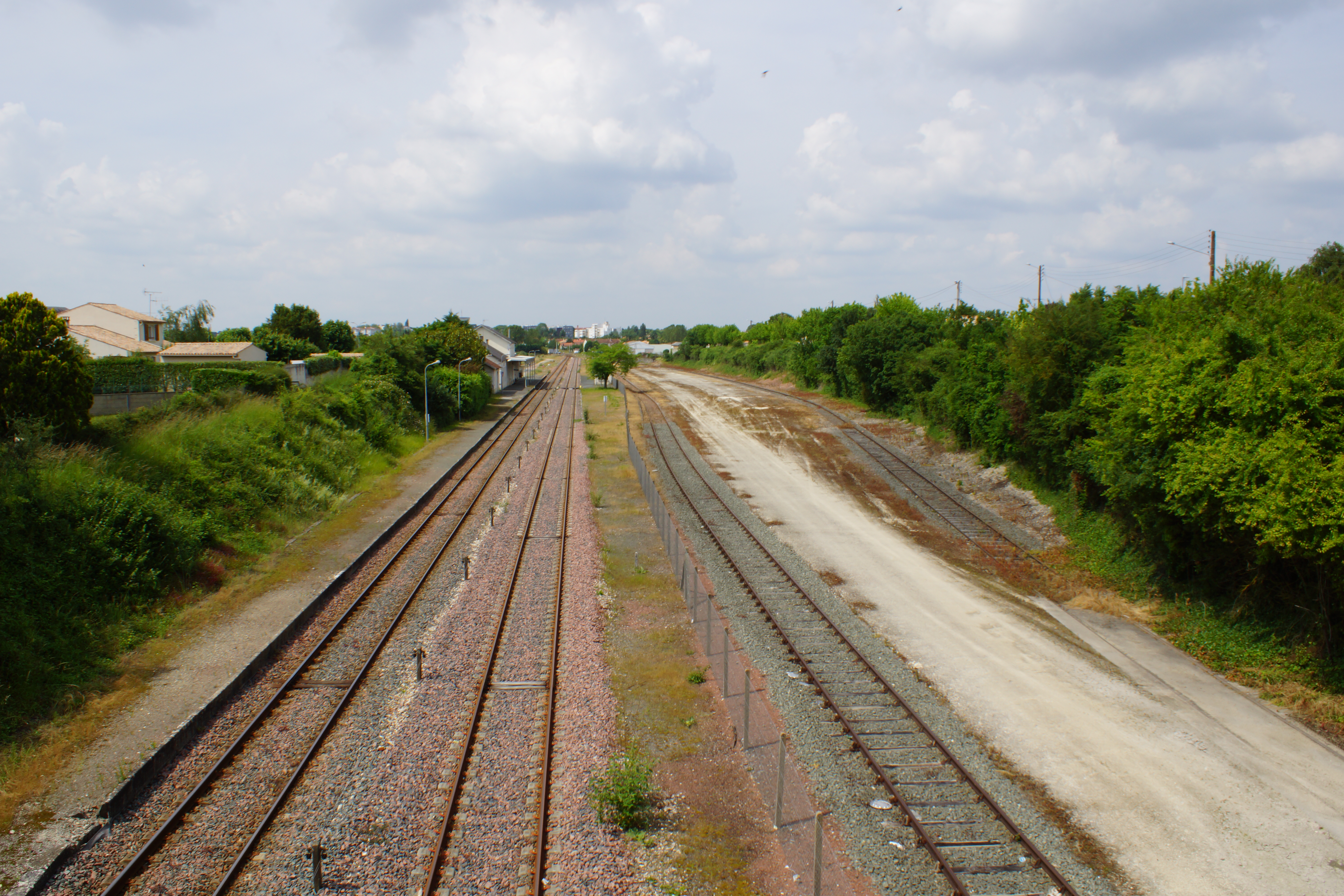
La plateforme en direction de Niort, vue depuis le pont de la D 939 E 2, bâtiment de la Gare à gauche, avec voie d'évitements 2 au centre et voies de services et de garage à droite.
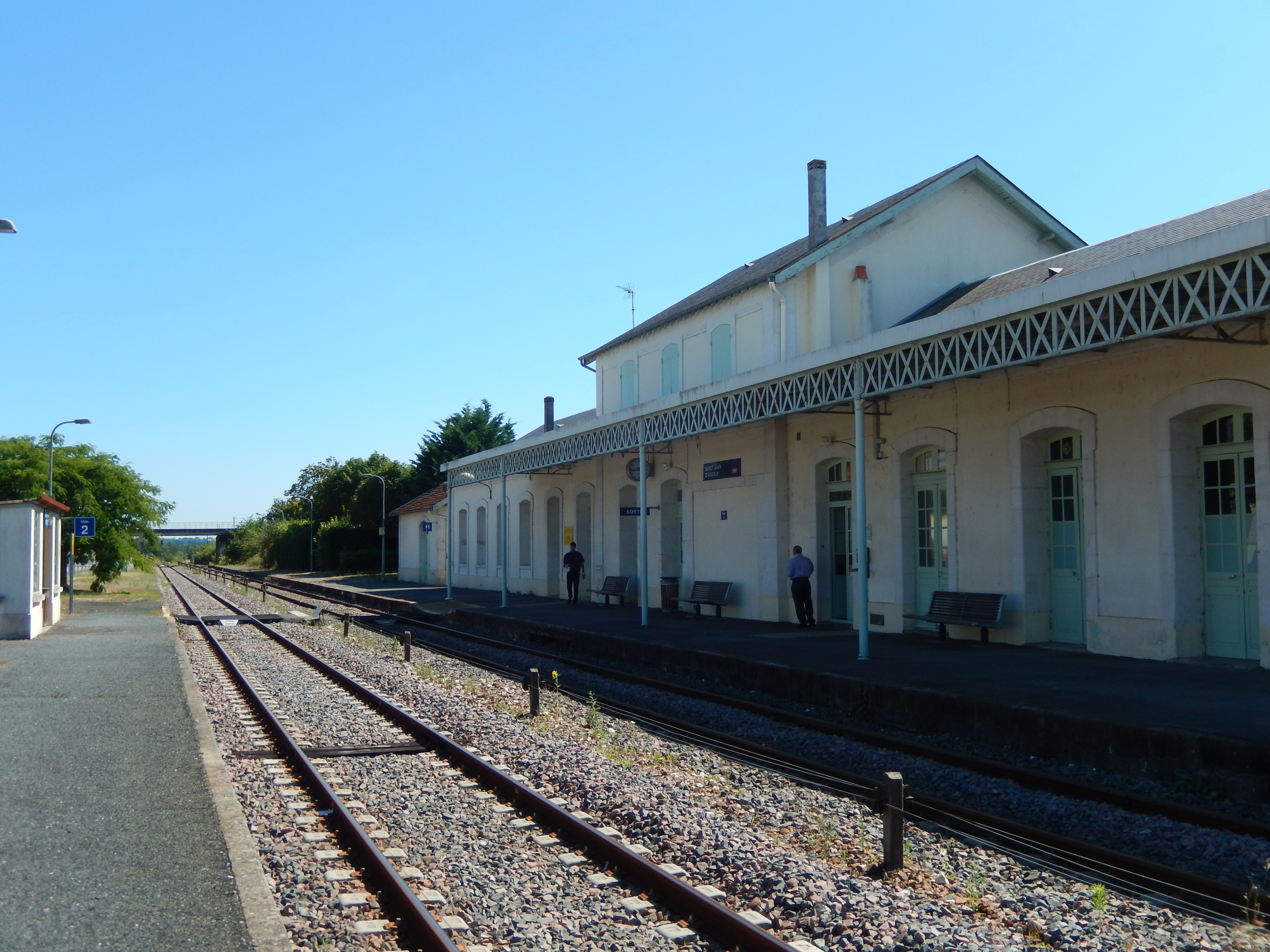
Quais et  voies en gare. Voie 2 d'évitements à gauche en direction de Niort, voie 1 principale à droite en direction de Saintes.
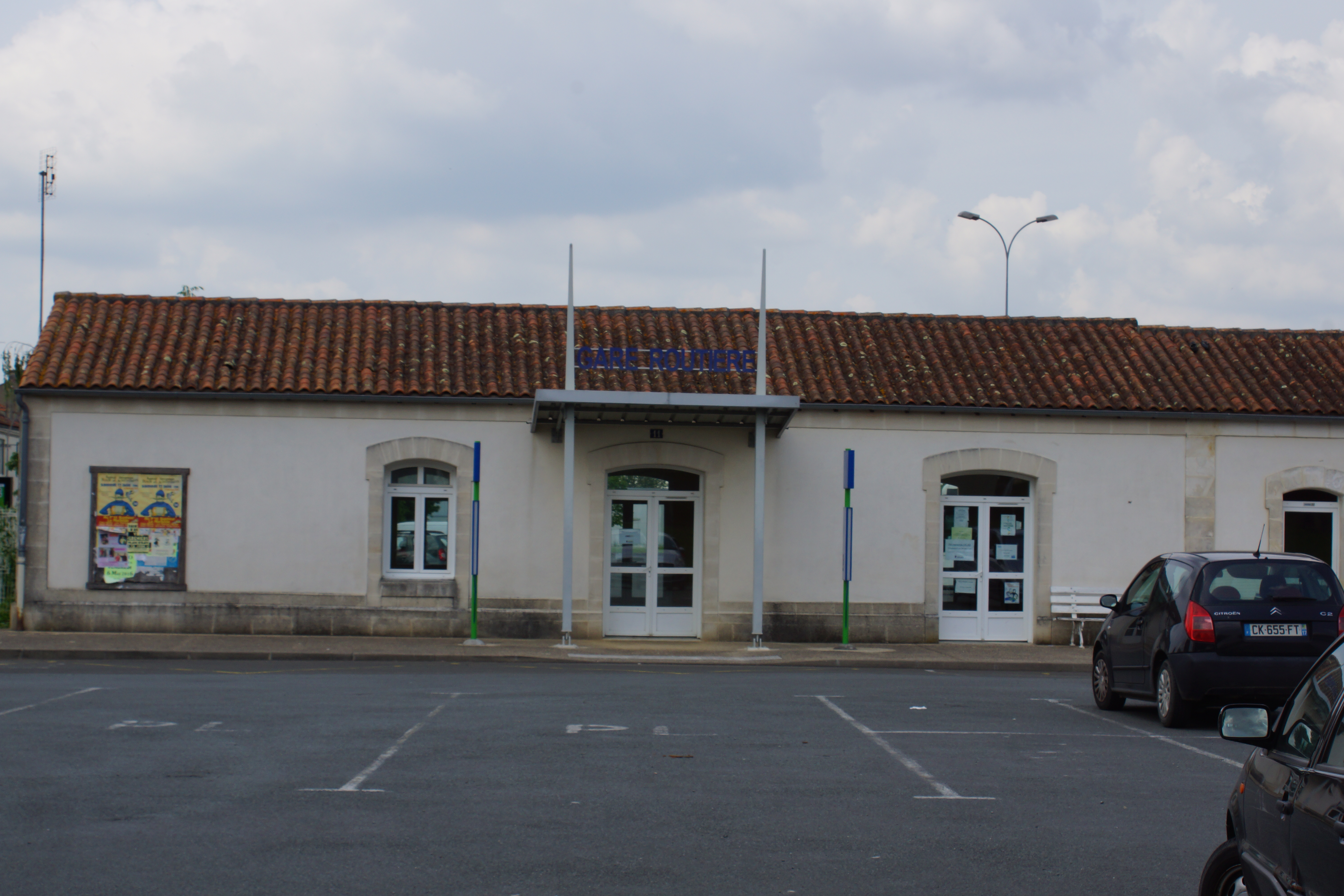
Gare routière sur la place de la gare SNCF.